# Tršće (Čabar)
 Tršće  falu Horvátországban, a Tengermellék-Hegyvidék megyében. Közigazgatásilag Čabarhoz tartozik.

## Fekvése
Fiumétól 32 km-re északkeletre, községközpontjától 4 km-re délnyugatra, a horvát Hegyvidék északnyugati részén a 32. számú főút mellett fekszik

## Története
A településnek 1857-ben 211, 1910-ben 250 lakosa volt. A trianoni békeszerződésig Modrus-Fiume vármegye Čabari járásához tartozott. 2011-ben 342 lakosa volt.

## Lakosság
| Lakosság változása | Lakosság változása | Lakosság változása | Lakosság változása | Lakosság változása | Lakosság változása | Lakosság változása | Lakosság változása | Lakosság változása | Lakosság változása | Lakosság változása | Lakosság változása | Lakosság változása | Lakosság változása | Lakosság változása | Lakosság változása |
| ------------------ | ------------------ | ------------------ | ------------------ | ------------------ | ------------------ | ------------------ | ------------------ | ------------------ | ------------------ | ------------------ | ------------------ | ------------------ | ------------------ | ------------------ | ------------------ |
| 1857               | 1869               | 1880               | 1890               | 1900               | 1910               | 1921               | 1931               | 1948               | 1953               | 1961               | 1971               | 1981               | 1991               | 2001               | 2011               |
| 211                | 220                | 190                | 213                | 240                | 250                | 245                | 257                | 323                | 331                | 390                | 394                | 415                | 443                | 428                | 342                |

## Nevezetességei
Szent András apostol tiszteletére szentelt plébániatemploma 1860-ban épült. A helyén régebben egy kis kápolna állt, melynek létezéséről 1659-ből van adatunk. 1790-ben megújították és bővítették, hajóját meghosszabbították és tornyot építettek mellé. A mai templomot az idők során többször is tűz pusztította, melyek után szerényebb formában állították helyre. Ennek következtében a Hegyvidék egyik legszebb templomának belső díszítéséből mára kevés maradt. A templomot és a plébániát utoljára 1996-ban újították meg.